# Альфонсо (принц Астурийский)
Альфонсо, принц Астурийский (14 ноября 1453 — 5 июля 1468) — кастильский принц, которого испанские магнаты XV века пытались возвести на трон вместо его единокровного брата Энрике IV. Альфонсо был единственным (выжившим) сыном кастильского короля Хуана II от второй жены Исабель Португальской. От этого же брака у королевской четы была и дочь, старшая сестра Альфонсо Изабелла I. Энрике IV был сыном Хуана II от первого брака с Марией Арагонской, и, таким образом, он приходился Альфонсо и Изабелле I единокровным братом.

## Происхождение
После смерти Хуана II в 1454 году Энрике IV, ставший королём, отправил Исабель Португальскую с детьми в изгнание. Причём Исабель разделили с детьми: её сослали в Аревало, а детей — в Сеговию. Около 1460 года, когда Альфонсо было семь лет, Энрике IV перевёз детей в Мадрид и поручил их воспитание своей жене (второй) Жуане Португальской. Были слухи, что Жуана Португальская пыталась отравить Альфонсо как минимум один раз, стараясь расчистить дорогу к трону для собственной дочери Хуаны.
С начала 1460-х годов испанская знать начинает всё больше выступать против правления Энрике IV. В королевстве ходят упорные слухи, что отец принцессы Хуаны вовсе не король, а любовник королевы придворный аристократ Бельтран де ла Куэва. Хуану назвали обидным прозвищем «Бельтранеха», которое прикрепилось к её имени на века. В случае, если Хуана оказывалась не родной дочерью Энрике IV, наследником престола становился Альфонсо. Надо сказать, что вопрос — была ли Хуана родной дочерью Энрике IV или нет, остаётся самым обсуждаемым вопросом испанских историков последние 500 лет.

## Наследник престола
Группа влиятельных магнатов, имеющих полное влияние на подростка Альфонсо, вынудила Энрике IV в 1464 году признать Альфонсо официальным наследником престола в обход Хуаны. К Альфонсо перешёл от Хуаны титул «принц Астурийский». Энрике IV надеялся, что повзрослев, Альфонсо женится на Хуане, и, таким, образом, проблема престола будет решена, устроив все заинтересованные стороны.

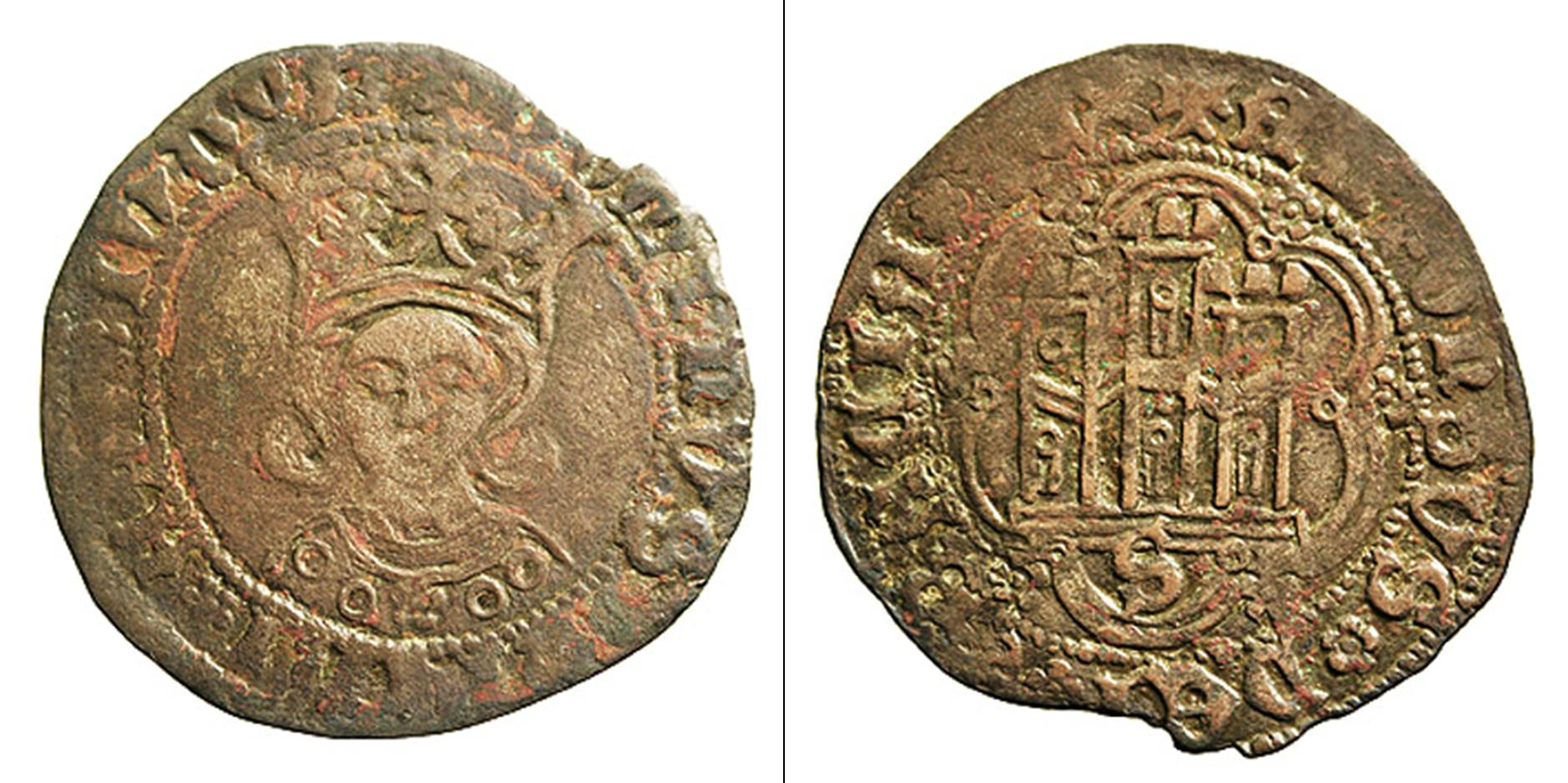
Монеты, чеканившиеся в Севилье сторонниками Альфонсо.

Однако вскоре после этого король передумал и решил снова объявить Хуану наследницей престола. Это вылилось в открытый мятеж кастильских грандов против короля. В июне 1465 года под Авилой мятежники объявили Энрике IV низложенным и провозгласили новым королём Альфонсо. Между сторонниками Энрике IV и его противниками началась война.
В разгар военного противостояния в 1468 году в возрасте 14 лет Альфонсо умирает, скорее всего от чумы, хотя версии отравления и убийства тоже активно обсуждались (и обсуждаются до сих пор) его сторонниками, противниками и историками. По официальному завещанию Альфонсо, он передавал власть в Кастилии своей сестре Изабелле I. Сторонники Альфонсо просили Изабеллу I возглавить партию противников Энрике IV, но она отказалась. Вскоре она подписала с Энрике IV договор у Быков Гисандо, по которому Изабелла становилась официальной наследницей Энрике, получала титул принцессы Астурийской и большие дары. Это положило конец гражданской войне, и, после смерти Энрике в 1474 году Изабелла стала королевой Кастилии.
Альфонсо похоронили в картезианском монастыре Мирафлорес в Бургоса, вместе с отцом и матерью.